# Kattenkwaad

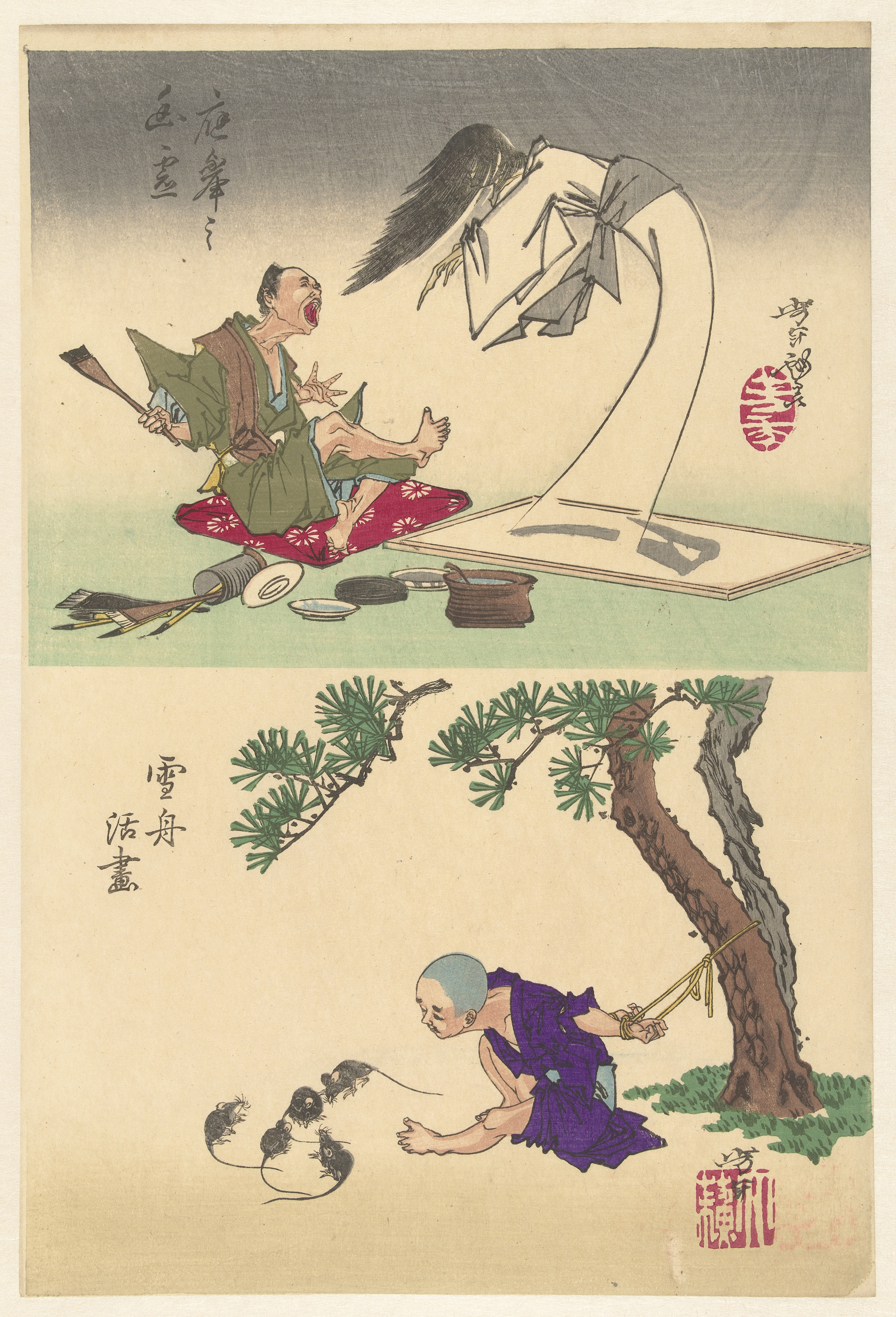
Okyo`s schildering komt tot leven.
Blad waarop twee prenten in chubanformaat (25×19 cm) gedrukt. Boven: de schilder Maruyama Ōkyo schrikkend van het door hem geschilderde spook, dat plotseling tot leven komt.
Onder: de schilder Sesshū Tōyō, als kind, vastgebonden aan een boom na kattenkwaad, kijkend naar de tot leven gekomen muizen die hij met zijn teen in het zand tekende. (Rijksmuseum)

Onder kattenkwaad, kwajongenswerk, keetlellen of keten  worden streken verstaan die uitgehaald worden door kinderen, en met een berisping of kleine straf worden afgedaan. Kinderen ontkomen echter vaak aan die straf omdat de schuldige zelden op heterdaad betrapt wordt of tijdig weet weg te komen. Het motief voor kattenkwaad is vaak verveling.

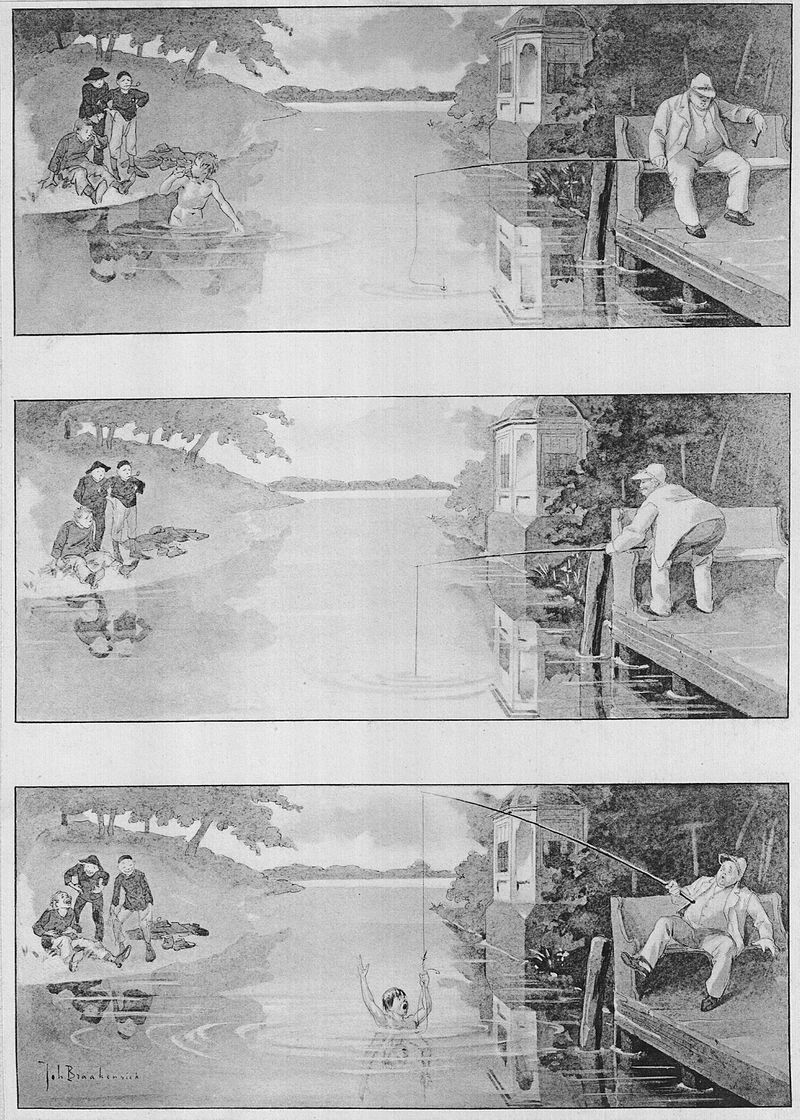
Kinderen die Kattenkwaad uithalen door Johan Braakensiek

Kattenkwaad kan variëren van onschuldige grappen die hooguit schrik of ongemak kunnen veroorzaken (of waar het doelwit zelf ook om kan lachen) tot grappen die onbedoeld tot gevaar of ernstig letsel kunnen leiden en grappen die zonder meer als strafbaar gedrag gelden. Bovendien is het altijd een risico grappen uit te halen met onbekenden; men weet nooit hoe ze kunnen reageren. Bovendien kan kattenkwaad soms escaleren of deel uitmaken van pesten of stalking, het gedrag wordt dan eindeloos herhaald met telkens hetzelfde slachtoffer.
Kattenkwaad escaleert hierdoor soms doordat de gevolgen uit de hand lopen.

## Vrij onschuldige vormen van kattenkwaad
- belletje trekken - aanbellen bij een huis en weglopen voor er wordt opengedaan
- een portemonnee aan een touwtje op de grond leggen en snel wegtrekken als iemand hem wil oprapen
- een munt op de stoep vastplakken, of deze met een aansteker verhitten en duidelijk hoorbaar naast iemand op de grond laten vallen
- raampjetik - een lange draad met daaraan een spijkertje tegen het raam laten tikken
- propjes schieten - papierpropjes schieten
- knopjedrukken in lift - alle knoppen indrukken in de lift, vlak voordat iemand anders instapt
- telefonisch pesten, bijvoorbeeld meerdere malen iemand opbellen en vragen om Piet. Dan bellen als Piet en vragen of er is gebeld.
- met de vinger schrijven of tekenen op een vuile auto, of een vuil of beslagen raam, bij voorkeur obscene teksten of tekeningen. Door het huidvet blijft dit zelfs na een regenbui nog zichtbaar waardoor het object met zeep moet worden gewassen.

## Hinderlijk of vervuilend kattenkwaad
- ijswater of een scheetkussen op de stoel van de meester/juffrouw leggen
- mensen beschieten met waterpistolen - op warme dagen wordt dit zelfs wel gewaardeerd
- jeukpoeder in iemands kleren strooien
- eitjes gooien - eieren gooien op huizen en voertuigen. Tijdens zeer koude winters bevriest het struif bovendien waarna dit pas verwijderd kan worden als het gaat dooien
- pijltje schieten - met een stuk pvc-buis papieren pijlen door openstaande ramen schieten
- sneeuwballen gooien - sneeuwballen naar voorbijgangers of ramen gooien
- kauwgom of andere viezigheid op stoelzittingen, liftknopjes, deurbellen of deurkrukken smeren, of met kauwgom, munten en andere objecten een slot verstoppen
- schieten met bessen - voorbijgangers en ramen beschieten door middel van een erwtenschieter of katapult.
- voorbijgangers naroepen
- bederfelijke waar in een ruimte verstoppen, waardoor dit na verloop van tijd vreselijk gaat stinken
- het gezicht van een slapend personen (op werkweek of zomerkamp) met tandpasta insmeren

## Kattenkwaad dat (onbedoeld) tot escalatie, schade of gevaar kan leiden
- fikkie stoken - kleine vuurtjes maken op plaatsen waar dat niet is toegestaan. Dit kan tot brand leiden, of tot rook- of koolmonoxidevergiftiging
- het gebruik van stinkbommen of rookbommen. Dit kan in afgesloten ruimtes tot paniek leiden
- experimenteren met vuurwerk, met het risico op ongelukken
- experimenteren met huishoudchemicalien of zelfgemaakte explosieven. Dit kan leiden tot vergiftiging door de vorming van giftige gassen, chemische brandwonden, en beschadigingen. Bovendien vergist men zich vaak in de explosieve kracht, met name als de stof in tegenstelling tot gewoon vuurwerk detoneert
- fietsbanden leeg laten lopen en andere vormen van sabotage
- met stenen gooien
- daken beklimmen - op daken van bijvoorbeeld scholen of voertuigen klimmen
- met rolschaatsen achter een auto hangen - achter een rijdende auto (bumper) hangen, en zich laten meetrekken. Dit kan ook, zoals gedemonstreerd in de Back to the Future-films, met een skateboard worden gedaan. Het is echter zeer riskant, men kan door plotselinge bochten, remmen of acceleratie met hoge snelheid ten val komen
- grappen met iemands voedsel of drank uithalen door er stiekem medicijnen, drugs of iets waarvor deze persoon allergisch is in te doen - dit kan dodelijke consequenties hebben
- het gebruik maken van computers en internet om grappen met anderen uit te halen (cyberpesten)
- telefonisch of via internet bestellingen namens een ander doen of abonnementen namens die ander afsluiten

## Kattenkwaad dat zonder meer strafbaar is en ook als zodanig streng kan worden bestraft
- vandalisme
  - het vernielen of bekladden van andermans eigendommen
  - tegen verkeer gericht vandalisme als stenen naar auto´s gooien, objecten op spoorrails leggen, of bestuurders of piloten verblinden met lasers
  - cybervandalisme
- het doen van een valse bommelding of dreigingen met terroristische aanslagen, of een poederbrief sturen
- zinloos geweld
- het stelen van (kleine) zaken uit winkels

## De opvattingen toen en nu
Vanouds was de mening dat fatsoenlijke kinderen zich niet aan kattenkwaad bezondigen. In die tijd werd Brave Hendrik van Nicolaas Anslijn (1777-1838) als voorbeeld genoemd. Ook waren er de gedichtjes van Hieronymus van Alphen (1746-1803).
Tegenwoordig vindt men meestal dat gezonde kinderen weleens streken uithalen. Dat is te zien aan de verhalen over Pietje Bell van Chr. van Abkoude (1880-1960) en Dik Trom van C.Joh. Kieviet (1858-1931). Echt gemene of misdadige streken komen in deze boeken niet voor.

## Bestraffing
Het adequaat afdoen van gevallen van kattenkwaad was vroeger voorbehouden aan de ouders van de schuldigen in kwestie of van de leerkrachten van de school. Ook kende men vroeger de veldwachter. Sinds 1987 bestaan in Nederland de HALT-bureaus, opgezet door gemeenten in samenwerking met politie en justitie, die de serieuzere vormen van kattenkwaad effectief trachten te bestrijden. Lichtere gevallen kunnen nog steeds door de ouders of school worden afgehandeld.